# Llista de topònims d'Abrera
Llista de topònims (noms propis de lloc) del municipi d'Abrera, al Baix Llobregat
Informació actualitzada per un bot. Els canvis manuals es perdran quan s'actualitzi!

## arbre singular
| imatge | Nom                                               | Ubicat a | instància de   | Detalls | coordenades                                                                                 | Protecció | Commons (més fotos) | Dades a WD                    |
| ------ | ------------------------------------------------- | -------- | -------------- | ------- | ------------------------------------------------------------------------------------------- | --------- | ------------------- | ----------------------------- |
|        | Alzinar de Sant Hilari                            | Abrera   | arbre singular |         | 41° 31′ 20″ N, 1° 54′ 37″ E / 41.52234°N,1.91014°E ca:Carrer Tarragona - 08630 Abrera.      |           |                     | Modifica les dades a Wikidata |
|        | Alzines de Can Morral del riu                     | Abrera   | arbre singular |         | 41° 31′ 30″ N, 1° 54′ 32″ E / 41.52509°N,1.90881°E ca:Can Morral del Riu - 08630 Abrera.    |           |                     | Modifica les dades a Wikidata |
|        | Ametller escola Francesc Platón - Torrent Gran    | Abrera   | arbre singular |         | 41° 30′ 50″ N, 1° 54′ 02″ E / 41.5138244°N,1.9005237°E ca:carrer Martorell - 08630 Abrera.  |           |                     | Modifica les dades a Wikidata |
|        | Llentiscle del carrer de la Font                  | Abrera   | arbre singular |         | 41° 30′ 48″ N, 1° 54′ 10″ E / 41.5134334°N,1.9028462°E ca:Carrer de la Font - 08630 Abrera. |           |                     | Modifica les dades a Wikidata |
|        | Pollancreda de la riba esquerra del Llobregat     | Abrera   | arbre singular |         | 41° 31′ 23″ N, 1° 54′ 55″ E / 41.523°N,1.9152°E ca:Riu Llobregat - 08630 Abrera.            |           |                     | Modifica les dades a Wikidata |
|        | Roureda de Sant Hilari                            | Abrera   | arbre singular |         | 41° 31′ 18″ N, 1° 54′ 35″ E / 41.52159°N,1.90976°E ca:Carrer Polinyà - 08630 Abrera.        |           |                     | Modifica les dades a Wikidata |
|        | Roures del carrer Balaguer                        | Abrera   | arbre singular |         | 41° 31′ 18″ N, 1° 54′ 34″ E / 41.52158°N,1.90953°E ca:Carrer Balaguer - 08630 Abrera.       |           |                     | Modifica les dades a Wikidata |
|        | Tamarius de la riba del Llobregat                 | Abrera   | arbre singular |         | 41° 31′ 20″ N, 1° 54′ 51″ E / 41.52234°N,1.91423°E ca:Riu Llobregat - 08630 Abrera.         |           |                     | Modifica les dades a Wikidata |
|        | oliveres varietat becaruda de Can Morral del molí | Abrera   | arbre singular |         | 41° 30′ 50″ N, 1° 56′ 05″ E / 41.5140219°N,1.9346608°E ca:Can Morral del molí               |           |                     | Modifica les dades a Wikidata |
|        | pi del carrer Tarragona                           | Abrera   | arbre singular |         | 41° 31′ 21″ N, 1° 54′ 36″ E / 41.52254°N,1.9101°E ca:Carrer Tarragona - 08630 Abrera.       |           |                     | Modifica les dades a Wikidata |

## barraca de vinya
| imatge | Nom                              | Ubicat a | instància de     | Detalls      | coordenades                                                                                | Protecció | Commons (més fotos) | Dades a WD                    |
| ------ | -------------------------------- | -------- | ---------------- | ------------ | ------------------------------------------------------------------------------------------ | --------- | ------------------- | ----------------------------- |
|        | barraca de Can Garrigosa         | Abrera   | barraca de vinya | 20th century | 41° 30′ 52″ N, 1° 51′ 58″ E / 41.51432°N,1.86608°E ca:Camí dels sagraments - 08630 Abrera. |           |                     | Modifica les dades a Wikidata |
|        | barraca del Garrigosa del Rebato | Abrera   | barraca de vinya | 19th century | 41° 30′ 48″ N, 1° 52′ 20″ E / 41.5132°N,1.87232°E ca:Camí dels sagraments - 08630 Abrera.  |           |                     | Modifica les dades a Wikidata |
|        | barraca del Morro blanc          | Abrera   | barraca de vinya |              | 41° 30′ 53″ N, 1° 52′ 39″ E / 41.51462°N,1.87748°E ca:Camí dels sagraments - 08630 Abrera. |           |                     | Modifica les dades a Wikidata |

## carrer
| imatge | Nom               | Ubicat a | instància de | Detalls                                  | coordenades                                                                             | Protecció | Commons (més fotos) | Dades a WD                    |
| ------ | ----------------- | -------- | ------------ | ---------------------------------------- | --------------------------------------------------------------------------------------- | --------- | ------------------- | ----------------------------- |
|        | Carrer Major      | Abrera   | carrer       |                                          | 41° 30′ 56″ N, 1° 54′ 09″ E / 41.51562°N,1.90242°E ca:Carrer Major - 08630 Abrera.      |           |                     | Modifica les dades a Wikidata |
|        | carrer de la Font | Abrera   | carrer       | Estil: arquitectura popular 19th century | 41° 30′ 50″ N, 1° 54′ 11″ E / 41.51379°N,1.90304°E ca:Carrer de la font - 08630 Abrera. |           |                     | Modifica les dades a Wikidata |

## casa
| imatge | Nom                                      | Ubicat a | instància de | Detalls                                    | coordenades | Protecció                                  | Commons (més fotos)                      | Dades a WD                    |
| ------ | ---------------------------------------- | -------- | ------------ | ------------------------------------------ | --- | ------------------------------------------ | ---------------------------------------- | ----------------------------- |
|        | Cal Garrigosa del Rebato                 | Abrera   | casa         | 1876                                       | 41° 31′ 18″ N, 1° 53′ 38″ E / 41.52174°N,1.89378°E ca:Carrer del Rebato, 70 - 08630 Abrera.                           |                                            |                                          | Modifica les dades a Wikidata |
|        | Cal Sanmartí                             | Abrera   | casa         | Estil: arquitectura modernista 1920        | 41° 30′ 56″ N, 1° 54′ 08″ E / 41.51562°N,1.902207°E ca:Carrer Major, 20                                               | bé integrant del patrimoni cultural català | Cal Sanmartí (Abrera)                    | Modifica les dades a Wikidata |
|        | Cal Xafre                                | Abrera   | casa         | Estil: arquitectura popular 17th century   | 41° 30′ 55″ N, 1° 54′ 09″ E / 41.515182°N,1.902526°E ca:C. Major, 35 100 msnm                                         | bé integrant del patrimoni cultural català | Cal Xafre (Abrera)                       | Modifica les dades a Wikidata |
|        | cal Santugeni                            | Abrera   | casa         | Estil: noucentisme 20th century            | 41° 30′ 54″ N, 1° 54′ 09″ E / 41.514948°N,1.90259°E ca:C. Major, 47 97 msnm                                           | bé integrant del patrimoni cultural català | Cal Santugeni (Abrera)                   | Modifica les dades a Wikidata |
|        | can Martinet                             | Abrera   | casa         | Estil: arquitectura popular 18th century   | 41° 31′ 01″ N, 1° 54′ 07″ E / 41.516977°N,1.901921°E ca:Pl. de l'Església, 8 100 msnm                                 | bé integrant del patrimoni cultural català | Can Martinet (Abrera)                    | Modifica les dades a Wikidata |
|        | can Mataró                               | Abrera   | casa         | Estil: arquitectura popular 16th century   | 41° 31′ 06″ N, 1° 54′ 02″ E / 41.518215°N,1.900462°E ca:Av. Generalitat, 11-13 107 msnm                               | bé integrant del patrimoni cultural català | Can Mataró (Abrera)                      | Modifica les dades a Wikidata |
|        | casa a la plaça de l'Església, 3         | Abrera   | casa         | Estil: arquitectura popular 19th century   | 41° 30′ 41″ N, 1° 55′ 54″ E / 41.511475°N,1.931672°E ca:Plaça de l'església, 3- Santa Maria de Vilalba, 08630 Abrera. | bé integrant del patrimoni cultural català |                                          | Modifica les dades a Wikidata |
|        | conjunt d'habitatges al carrer Sant Pere | Abrera   | casa         | Estil: arquitectura eclèctica 19th century | 41° 30′ 50″ N, 1° 54′ 09″ E / 41.514019°N,1.902474°E ca:C/ Sant Pere, 10-14 94 msnm                                   | bé integrant del patrimoni cultural català | Conjunt d'habitatges al carrer Sant Pere | Modifica les dades a Wikidata |

## curs d'aigua
| imatge | Nom                       | Ubicat a                                               | instància de | Detalls                           | coordenades                                                                                               | Protecció | Commons (més fotos) | Dades a WD                    |
| ------ | ------------------------- | ------------------------------------------------------ | ------------ | --------------------------------- | --- | --------- | ------------------- | ----------------------------- |
|        | riera de Gaià             | Terrassa Ullastrell Viladecavalls Abrera Castellbisbal | curs d'aigua | Desemboca: Llobregat              | 41° 37′ 47″ N, 1° 58′ 01″ E / 41.629803°N,1.966996°E 41° 29′ 43″ N, 1° 55′ 21″ E / 41.495216°N,1.922553°E |           | Riera de Gaià       | Modifica les dades a Wikidata |
|        | riera de Sant Jaume       | Vacarisses Olesa de Montserrat Viladecavalls Abrera    | curs d'aigua | Desemboca: riera de Gaià          | 41° 34′ 30″ N, 1° 55′ 12″ E / 41.5749°N,1.92003°E                                                         |           |                     | Modifica les dades a Wikidata |
|        | riera del Morral del Molí | Abrera Castellbisbal Ullastrell                        | curs d'aigua | Desemboca: Llobregat              | 41° 30′ 57″ N, 1° 56′ 19″ E / 41.5158°N,1.93856°E                                                         |           |                     | Modifica les dades a Wikidata |
|        | torrent de Can Noguera    | Abrera Sant Esteve Sesrovires Martorell                | curs d'aigua | Desemboca: Llobregat Llarg: 5.5km | 41° 30′ 27″ N, 1° 52′ 07″ E / 41.5074°N,1.8687°E                                                          |           |                     | Modifica les dades a Wikidata |

## edifici
| imatge | Nom             | Ubicat a | instància de | Detalls                         | coordenades                                                                            | Protecció                                  | Commons (més fotos)      | Dades a WD                    |
| ------ | --------------- | -------- | ------------ | ------------------------------- | -------------------------------------------------------------------------------------- | ------------------------------------------ | ------------------------ | ----------------------------- |
|        | Ajuntament vell | Abrera   | edifici      | Estil: noucentisme 20th century | 41° 30′ 58″ N, 1° 54′ 09″ E / 41.516°N,1.902369°E ca:C. Major, 3 106 msnm              | bé integrant del patrimoni cultural català | Ajuntament vell (Abrera) | Modifica les dades a Wikidata |
|        | escoles velles  | Abrera   | edifici      | Estil: noucentisme 20th century | 41° 30′ 58″ N, 1° 54′ 09″ E / 41.516199°N,1.902497°E ca:C. Salvador Espriu, 1 104 msnm | bé integrant del patrimoni cultural català | Escoles velles (Abrera)  | Modifica les dades a Wikidata |

## edifici religiós
| imatge | Nom                               | Ubicat a | instància de     | Detalls                      | coordenades                                                                                       | Protecció | Commons (més fotos) | Dades a WD                    |
| ------ | --------------------------------- | -------- | ---------------- | ---------------------------- | ------------------------------------------------------------------------------------------------- | --------- | ------------------- | ----------------------------- |
|        | església de Sant Pere d'Abrera    | Abrera   | edifici religiós | Estil: arquitectura romànica | 41° 31′ 04″ N, 1° 54′ 07″ E / 41.5178337097168°N,1.901926040649414°E ca:Passeig de l'Església     |           |                     | Modifica les dades a Wikidata |
|        | església de Sant Pere de Voltrera | Abrera   | edifici religiós | Estil: arquitectura romànica | 41° 31′ 28″ N, 1° 55′ 33″ E / 41.5244255065918°N,1.9259140491485596°E ca:Urbanització Can Vilalba |           |                     | Modifica les dades a Wikidata |

## element arquitectònic
| imatge | Nom                           | Ubicat a | instància de                                    | Detalls      | coordenades | Protecció | Commons (més fotos) | Dades a WD                    |
| ------ | ----------------------------- | -------- | ----------------------------------------------- | ------------ | --- | --------- | ------------------- | ----------------------------- |
|        | Cup de vi de la rectoria      | Abrera   | element arquitectònic                           |              | 41° 31′ 04″ N, 1° 54′ 07″ E / 41.51779°N,1.90183°E ca:Passeig de l'església, 9 - 08630 Abrera.                                                                                    |           |                     | Modifica les dades a Wikidata |
|        | Feixes i marges de pedra seca | Abrera   | element arquitectònic                           |              | 41° 30′ 29″ N, 1° 55′ 53″ E / 41.50803°N,1.93127°E ca:Camí del Suro a Les Carpes - 08630 Abrera.                                                                                  |           |                     | Modifica les dades a Wikidata |
|        | Pou del Garrigosa             | Abrera   | element arquitectònic                           | 19th century | 41° 30′ 49″ N, 1° 52′ 34″ E / 41.51348°N,1.87609°E ca:Camí dels sagraments - 08630 Abrera.                                                                                        |           |                     | Modifica les dades a Wikidata |
|        | Sínia de Cal Barnet           | Abrera   | element arquitectònic estructura arquitectònica | 19th century | 41° 30′ 53″ N, 1° 54′ 10″ E / 41.51486°N,1.90274°E 41° 30′ 53″ N, 1° 54′ 10″ E / 41.51481628417969°N,1.9027620553970337°E ca:Carrer Major, 49 - 08630 Abrera. ca:Carrer Major, 49 |           |                     | Modifica les dades a Wikidata |
|        | Tina de les Carpes            | Abrera   | element arquitectònic                           | 19th century | 41° 30′ 29″ N, 1° 55′ 54″ E / 41.50811°N,1.93155°E ca:Camí del Suro - 08630 Abrera.                                                                                               |           |                     | Modifica les dades a Wikidata |

## entitat singular de població
| imatge | Nom                   | Ubicat a | instància de                                   | Detalls   | coordenades                                                                | Protecció | Commons (més fotos) | Dades a WD                    |
| ------ | --------------------- | -------- | ---------------------------------------------- | --------- | -------------------------------------------------------------------------- | --------- | ------------------- | ----------------------------- |
|        | Entitat Est d'Abrera  | Abrera   | entitat singular de població                   | 2719 hab  | 41° 31′ 26″ N, 1° 55′ 31″ E / 41.52388889°N,1.92527778°E 106 msnm          |           |                     | Modifica les dades a Wikidata |
|        | Entitat Oest d'Abrera | Abrera   | entitat singular de població capital municipal | 10262 hab | 41° 31′ 01″ N, 1° 54′ 04″ E / 41.516944444444°N,1.9011111111111°E 106 msnm |           |                     | Modifica les dades a Wikidata |

## església
| imatge | Nom                                           | Ubicat a | instància de | Detalls                                              | coordenades | Protecció                                  | Commons (més fotos)  | Dades a WD                    |
| ------ | --------------------------------------------- | -------- | ------------ | ---------------------------------------------------- | --- | ------------------------------------------ | -------------------- | ----------------------------- |
|        | Sant Ermengol d'Abrera                        | Abrera   | església     | Estil: arquitectura popular                          | 41° 31′ 08″ N, 1° 52′ 10″ E / 41.518887°N,1.869446°E                                                                  | bé integrant del patrimoni cultural català |                      | Modifica les dades a Wikidata |
|        | Sant Hilari                                   | Abrera   | església     | Estil: art preromànic                                | 41° 31′ 15″ N, 1° 54′ 41″ E / 41.5208°N,1.91151°E ca:Camí de Sant Hilari - 08630 Abrera.                              | bé integrant del patrimoni cultural català | Sant Hilari d'Abrera | Modifica les dades a Wikidata |
|        | Sant Pere d'Abrera                            | Abrera   | església     | Estil: arquitectura romànica Anomenat per: Sant Pere | 41° 31′ 01″ N, 1° 54′ 06″ E / 41.51705278°N,1.901675°E ca:Passeig de l'església, 9 - 08630 Abrera. 106 msnm           | bé integrant del patrimoni cultural català | Sant Pere d'Abrera   | Modifica les dades a Wikidata |
|        | església parroquial de Santa Maria de Vilalba | Abrera   | església     | Estil: historicisme arquitectònic 1881               | 41° 30′ 41″ N, 1° 55′ 53″ E / 41.511446°N,1.931433°E ca:Plaça de l'església, 1- Santa Maria de Vilalba, 08630 Abrera. | bé integrant del patrimoni cultural català |                      | Modifica les dades a Wikidata |

## estació de ferrocarril
| imatge | Nom              | Ubicat a | instància de                   | Detalls | coordenades                                                                                      | Protecció | Commons (més fotos) | Dades a WD                    |
| ------ | ---------------- | -------- | ------------------------------ | ------- | ------------------------------------------------------------------------------------------------ | --------- | ------------------- | ----------------------------- |
|        | Estació d'Abrera | Abrera   | estació de ferrocarril edifici |         | 41° 31′ 21″ N, 1° 54′ 24″ E / 41.522566666667°N,1.9067°E ca:Passeig de l'estació - 08630 Abrera. |           |                     | Modifica les dades a Wikidata |
|        | Estació d'Abrera | Abrera   | estació de ferrocarril edifici |         | 41° 31′ 02″ N, 1° 53′ 56″ E / 41.5171°N,1.89877°E                                                |           |                     | Modifica les dades a Wikidata |

## font
| imatge | Nom                                  | Ubicat a | instància de | Detalls                     | coordenades                                                                                            | Protecció | Commons (més fotos) | Dades a WD                    |
| ------ | ------------------------------------ | -------- | ------------ | --------------------------- | --- | --------- | ------------------- | ----------------------------- |
|        | font de Ca n'Amat                    | Abrera   | font         | 20th century                | 41° 30′ 29″ N, 1° 52′ 52″ E / 41.50795°N,1.8811°E ca:Ca n'Amat - 08630 Abrera.                         |           |                     | Modifica les dades a Wikidata |
|        | font de Can Morral del riu           | Abrera   | font         |                             | 41° 31′ 34″ N, 1° 54′ 30″ E / 41.52613°N,1.90823°E ca:Can Morral del Riu - 08630 Abrera.               |           |                     | Modifica les dades a Wikidata |
|        | font de Can Torres                   | Abrera   | font         |                             | 41° 30′ 23″ N, 1° 55′ 39″ E / 41.50645°N,1.92753°E ca:Carrer de l'estrella, Les Carpes - 08630 Abrera. |           |                     | Modifica les dades a Wikidata |
|        | font de Mas Valls                    | Abrera   | font         | Estil: arquitectura popular | 41° 30′ 51″ N, 1° 56′ 36″ E / 41.51426°N,1.9432°E ca:Carretera d'Ullastrell BV-1202 - 08630 Abrera.    |           |                     | Modifica les dades a Wikidata |
|        | font de la riera del Morral del molí | Abrera   | font         |                             | 41° 30′ 45″ N, 1° 56′ 15″ E / 41.5124°N,1.93763°E ca:Carretera d'Ullastrell BV-1202 - 08630 Abrera.    |           |                     | Modifica les dades a Wikidata |

## granja
| imatge | Nom                      | Ubicat a | instància de | Detalls | coordenades                                                         | Protecció | Commons (més fotos) | Dades a WD                    |
| ------ | ------------------------ | -------- | ------------ | ------- | ------------------------------------------------------------------- | --------- | ------------------- | ----------------------------- |
|        | Granges de Can Garrigosa | Abrera   | granja       |         | 41° 30′ 43″ N, 1° 51′ 59″ E / 41.5119856221748°N,1.86651638139033°E |           |                     | Modifica les dades a Wikidata |
|        | Granges de la Vaqueria   | Abrera   | granja       |         | 41° 31′ 00″ N, 1° 55′ 07″ E / 41.51665835348°N,1.91868589872984°E   |           |                     | Modifica les dades a Wikidata |

## masia
| imatge | Nom                  | Ubicat a | instància de | Detalls                                                               | coordenades | Protecció                                  | Commons (més fotos)         | Dades a WD                    |
| ------ | -------------------- | -------- | ------------ | --------------------------------------------------------------------- | --- | ------------------------------------------ | --------------------------- | ----------------------------- |
|        | Ca la Cília          | Abrera   | masia        |                                                                       | 41° 30′ 31″ N, 1° 55′ 37″ E / 41.5085668211448°N,1.92701673358061°E ca:Carretera d'Ullastrell BV-1202 - 08630 Abrera.       |                                            |                             | Modifica les dades a Wikidata |
|        | Cal Mundet           | Abrera   | masia        |                                                                       | 41° 31′ 11″ N, 1° 52′ 26″ E / 41.5196860653651°N,1.87377659131126°E                                                         |                                            |                             | Modifica les dades a Wikidata |
|        | Can Bros Vell        | Abrera   | masia        |                                                                       | 41° 29′ 59″ N, 1° 54′ 57″ E / 41.499706435559°N,1.9157881941345°E ca:Camí de Can Bros Vell - 08630 Abrera.                  |                                            |                             | Modifica les dades a Wikidata |
|        | Can Costa            | Abrera   | masia        |                                                                       | 41° 31′ 21″ N, 1° 56′ 17″ E / 41.522433262915°N,1.938180662262°E                                                            |                                            |                             | Modifica les dades a Wikidata |
|        | Can Garrigosa        | Abrera   | masia        | Estil: arquitectura popular 18th century                              | 41° 30′ 41″ N, 1° 51′ 49″ E / 41.5114°N,1.8635°E ca:Camí urbanització Can Amat                                              | bé integrant del patrimoni cultural català |                             | Modifica les dades a Wikidata |
|        | Can Gener            | Abrera   | masia        | 18th century                                                          | 41° 30′ 39″ N, 1° 52′ 08″ E / 41.510963776371°N,1.8688665856544°E ca:Camí de Can Gener - 08630 Abrera.                      |                                            |                             | Modifica les dades a Wikidata |
|        | Can Jan              | Abrera   | masia        |                                                                       | 41° 31′ 34″ N, 1° 55′ 20″ E / 41.5262381591878°N,1.92211020023316°E                                                         |                                            |                             | Modifica les dades a Wikidata |
|        | Can Moixó-foguer     | Abrera   | masia        |                                                                       | 41° 31′ 22″ N, 1° 52′ 12″ E / 41.5226658162598°N,1.86993757112426°E                                                         |                                            |                             | Modifica les dades a Wikidata |
|        | Can Moragues         | Abrera   | masia        | Estil: arquitectura popular                                           | 41° 30′ 32″ N, 1° 55′ 12″ E / 41.508808°N,1.919961°E ca:Carretera de Martorell a Olesa de Montserrat BV-1201- 08630 Abrera. | bé integrant del patrimoni cultural català |                             | Modifica les dades a Wikidata |
|        | Can Morral del Molí  | Abrera   | masia        | 17th century                                                          | 41° 30′ 48″ N, 1° 56′ 10″ E / 41.5132176209137°N,1.9360714066429°E ca:Carretera d'Ullastrell BV-1202 - 08630 Abrera.        |                                            |                             | Modifica les dades a Wikidata |
|        | Can Morral del Riu   | Abrera   | masia        | 18th century                                                          | 41° 31′ 32″ N, 1° 54′ 31″ E / 41.5255714416195°N,1.90872109535371°E ca:Travessera de Can Morral - 08630 Abrera.             |                                            |                             | Modifica les dades a Wikidata |
|        | Can Noguera          | Abrera   | masia        | Estil: arquitectura popular                                           | 41° 30′ 29″ N, 1° 53′ 59″ E / 41.5081737355342°N,1.89971480978455°E                                                         | bé integrant del patrimoni cultural català |                             | Modifica les dades a Wikidata |
|        | Can Pous             | Abrera   | masia        |                                                                       | 41° 30′ 33″ N, 1° 54′ 46″ E / 41.5091274936581°N,1.9128677598586°E                                                          |                                            |                             | Modifica les dades a Wikidata |
|        | Can Sucarrats        | Abrera   | masia        | Estil: arquitectura popular 18th century                              | 41° 30′ 55″ N, 1° 55′ 27″ E / 41.515216°N,1.924252°E ca:Camí de Can Sucarrats                                               | bé integrant del patrimoni cultural català |                             | Modifica les dades a Wikidata |
|        | Can Torres           | Abrera   | masia        | Estil: arquitectura popular 17th century                              | 41° 30′ 23″ N, 1° 55′ 28″ E / 41.506309°N,1.924424°E ca:Carrer de Can Torres - 08630 Abrera.                                | bé integrant del patrimoni cultural català |                             | Modifica les dades a Wikidata |
|        | Can Vilalba          | Abrera   | masia        | Estil: arquitectura popular 18th century Estat: enderrocat o destruït | 41° 31′ 29″ N, 1° 55′ 22″ E / 41.5247°N,1.92268°E ca:Ctra. Urbanització Can Villalba                                        | bé integrant del patrimoni cultural català | Can Vilalba (Abrera)        | Modifica les dades a Wikidata |
|        | Casa de les Violetes | Abrera   | masia        |                                                                       | 41° 31′ 25″ N, 1° 54′ 24″ E / 41.5235701361199°N,1.90664528223297°E                                                         |                                            |                             | Modifica les dades a Wikidata |
|        | Mas Valls            | Abrera   | masia        |                                                                       | 41° 30′ 45″ N, 1° 56′ 31″ E / 41.512560022859°N,1.9419370440338°E                                                           |                                            |                             | Modifica les dades a Wikidata |
|        | Mas d'en Ribes       | Abrera   | masia        | 18th century                                                          | 41° 31′ 45″ N, 1° 55′ 54″ E / 41.5291109895472°N,1.93171164478237°E ca:Camí de la Serra d'en Ribes - 08630 Abrera.          |                                            |                             | Modifica les dades a Wikidata |
|        | Maset de Can Torres  | Abrera   | masia        |                                                                       | 41° 30′ 38″ N, 1° 56′ 06″ E / 41.5104251562056°N,1.93507460736737°E ca:Camí del Suro - 08630 Abrera.                        |                                            |                             | Modifica les dades a Wikidata |
|        | Maset del Noguera    | Abrera   | masia        |                                                                       | 41° 30′ 54″ N, 1° 54′ 32″ E / 41.5149817747098°N,1.90901884130068°E                                                         |                                            |                             | Modifica les dades a Wikidata |
|        | el Molinot           | Abrera   | masia        |                                                                       | 41° 30′ 44″ N, 1° 56′ 13″ E / 41.5121630158646°N,1.93696346313577°E                                                         |                                            |                             | Modifica les dades a Wikidata |
|        | mas de Sant Hilari   | Abrera   | masia        | Estil: arquitectura popular                                           | 41° 31′ 14″ N, 1° 54′ 38″ E / 41.5206°N,1.91066°E ca:Camí de Sant Hilari - 08630 Abrera.                                    | bé integrant del patrimoni cultural català | Mas de Sant Hilari (Abrera) | Modifica les dades a Wikidata |

## mobiliari urbà
| imatge | Nom                                      | Ubicat a | instància de   | Detalls | coordenades | Protecció | Commons (més fotos) | Dades a WD                    |
| ------ | ---------------------------------------- | -------- | -------------- | ------- | --- | --------- | ------------------- | ----------------------------- |
|        | Memorial d'afusellats de la Guerra Civil | Abrera   | mobiliari urbà | 1995    | 41° 31′ 10″ N, 1° 54′ 15″ E / 41.51953°N,1.90426°E ca:Passeig de l'església, cementiri vell - 08630 Abrera.                       |           |                     | Modifica les dades a Wikidata |
|        | el Caramell                              | Abrera   | mobiliari urbà |         | 41° 30′ 55″ N, 1° 53′ 29″ E / 41.51531°N,1.8913°E ca:Camí dels Sagraments (Polígon Sant Ermengol II -trencall amb el pou de Glaç) |           |                     | Modifica les dades a Wikidata |

## nucli d'entitat singular de població
| imatge | Nom                                 | Ubicat a                     | instància de                                                                           | Detalls  | coordenades                                                                | Protecció | Commons (més fotos) | Dades a WD                    |
| ------ | ----------------------------------- | ---------------------------- | -------------------------------------------------------------------------------------- | -------- | -------------------------------------------------------------------------- | --------- | ------------------- | ----------------------------- |
|        | Abrera                              | Entitat Oest d'Abrera Abrera | nucli d'entitat singular de població capital municipal ens local històric de Catalunya | 9473 hab | 41° 31′ 05″ N, 1° 54′ 08″ E / 41.51794352°N,1.90221018°E 106 msnm          |           |                     | Modifica les dades a Wikidata |
|        | Can Socarrats i Can Moragues        | Entitat Est d'Abrera Abrera  | nucli d'entitat singular de població                                                   | 0 hab    | 41° 30′ 46″ N, 1° 55′ 18″ E / 41.51267777°N,1.92162872°E 106 msnm          |           |                     | Modifica les dades a Wikidata |
|        | Can Vilalba                         | Abrera Entitat Est d'Abrera  | nucli d'entitat singular de població                                                   | 1574 hab | 41° 31′ 17″ N, 1° 55′ 34″ E / 41.521421410423°N,1.9262122368744°E 139 msnm |           |                     | Modifica les dades a Wikidata |
|        | Polígon Sant Ermengol               | Entitat Oest d'Abrera Abrera | nucli d'entitat singular de població nucli de població polígon industrial              | 0 hab    | 41° 31′ 06″ N, 1° 53′ 33″ E / 41.51832165°N,1.892474245°E 128 msnm         |           |                     | Modifica les dades a Wikidata |
|        | Santa Maria de Vilalba i Can Torres | Entitat Est d'Abrera Abrera  | nucli d'entitat singular de població nucli de població                                 | 233 hab  | 41° 30′ 22″ N, 1° 55′ 45″ E / 41.50605337°N,1.929257503°E 128 msnm         |           |                     | Modifica les dades a Wikidata |
|        | el Polígon Barcelonès               | Entitat Oest d'Abrera Abrera | nucli d'entitat singular de població nucli de població polígon industrial              | 2 hab    | 41° 30′ 38″ N, 1° 53′ 49″ E / 41.51057912°N,1.8969302°E 118 msnm           |           |                     | Modifica les dades a Wikidata |

## nucli de població
| imatge | Nom                    | Ubicat a                     | instància de                                           | Detalls                                | coordenades                                                                                             | Protecció | Commons (més fotos) | Dades a WD                    |
| ------ | ---------------------- | ---------------------------- | ------------------------------------------------------ | -------------------------------------- | --- | --------- | ------------------- | ----------------------------- |
|        | Ca n'Amat              | Entitat Oest d'Abrera Abrera | nucli de població nucli d'entitat singular de població | 772 hab                                | 41° 30′ 43″ N, 1° 52′ 49″ E / 41.51194877°N,1.88020201°E 196 msnm                                       |           |                     | Modifica les dades a Wikidata |
|        | Can Torres             | Abrera                       | nucli de població                                      |                                        | 41° 30′ 25″ N, 1° 55′ 22″ E / 41.506978586239°N,1.9228562442719°E                                       |           |                     | Modifica les dades a Wikidata |
|        | Sant Hilari            | Abrera                       | nucli de població                                      |                                        | 41° 31′ 23″ N, 1° 54′ 25″ E / 41.523041912954°N,1.9070090283385°E                                       |           |                     | Modifica les dades a Wikidata |
|        | Sant Miquel            | Abrera Entitat Est d'Abrera  | nucli de població nucli d'entitat singular de població | 57 hab                                 | 41° 31′ 53″ N, 1° 55′ 08″ E / 41.531260337294°N,1.918857460385°E 112 msnm                               |           |                     | Modifica les dades a Wikidata |
|        | Santa Maria de Vilalba | Abrera                       | nucli de població                                      | Estil: historicisme arquitectònic 1881 | 41° 30′ 40″ N, 1° 55′ 55″ E / 41.511008°N,1.931892°E ca:Plaça de l'església, 1 - Santa Maria de Vilalba |           |                     | Modifica les dades a Wikidata |
|        | les Carpes de Vilalba  | Abrera Entitat Est d'Abrera  | nucli de població nucli d'entitat singular de població | 822 hab                                | 41° 30′ 05″ N, 1° 55′ 52″ E / 41.5014544246435°N,1.93124377827625°E 107 msnm                            |           |                     | Modifica les dades a Wikidata |
|        | les Mates              | Abrera                       | nucli de població                                      |                                        | 41° 30′ 37″ N, 1° 54′ 09″ E / 41.510388294194°N,1.9024287504585°E                                       |           |                     | Modifica les dades a Wikidata |

## polígon industrial
| imatge | Nom                              | Ubicat a | instància de       | Detalls | coordenades                                                         | Protecció | Commons (més fotos) | Dades a WD                    |
| ------ | -------------------------------- | -------- | ------------------ | ------- | ------------------------------------------------------------------- | --------- | ------------------- | ----------------------------- |
|        | Polígon industrial Can Moragues  | Abrera   | polígon industrial |         | 41° 30′ 32″ N, 1° 55′ 23″ E / 41.5087542240678°N,1.92297545453572°E |           |                     | Modifica les dades a Wikidata |
|        | Polígon industrial Can Socarrats | Abrera   | polígon industrial |         | 41° 30′ 47″ N, 1° 55′ 26″ E / 41.5131302465694°N,1.92377771224811°E |           |                     | Modifica les dades a Wikidata |
|        | Polígon industrial Can Vilalba   | Abrera   | polígon industrial |         | 41° 31′ 24″ N, 1° 55′ 12″ E / 41.5232717793233°N,1.91987021941319°E |           |                     | Modifica les dades a Wikidata |

## pont
| imatge | Nom                 | Ubicat a            | instància de           | Detalls                                                    | coordenades                                                                               | Protecció                                  | Commons (més fotos) | Dades a WD                    |
| ------ | ------------------- | ------------------- | ---------------------- | ---------------------------------------------------------- | ----------------------------------------------------------------------------------------- | ------------------------------------------ | ------------------- | ----------------------------- |
|        | Pont del Magarola   | Esparreguera Abrera | pont pont de carretera | Estil: arquitectura popular 1887 Estat: bon estat Alt: 20m | 41° 31′ 27″ N, 1° 53′ 03″ E / 41.52413°N,1.8841°E ca:A2 Barcelona- Lleida - 08630 Abrera. | bé integrant del patrimoni cultural català |                     | Modifica les dades a Wikidata |
|        | Pont dels Francesos | Abrera              | pont                   | 19th century Estat: malmès                                 | 41° 30′ 47″ N, 1° 54′ 07″ E / 41.51299°N,1.90191°E ca:Camí de les Mates - 08630 Abrera.   |                                            |                     | Modifica les dades a Wikidata |

## Misc
| imatge | Nom                                  | Ubicat a                                                                          | instància de               | Detalls                                                   | coordenades | Protecció                                            | Commons (més fotos)             | Dades a WD                    |
| ------ | ------------------------------------ | --------------------------------------------------------------------------------- | -------------------------- | --------------------------------------------------------- | --- | ---------------------------------------------------- | ------------------------------- | ----------------------------- |
|        | Camí històric d'Abrera (PR- C 169)   | Abrera                                                                            | sender de petit recorregut | 2006                                                      | 41° 31′ 21″ N, 1° 54′ 23″ E / 41.52255°N,1.90639°E ca:Passeig de l'Estació - 08630 Abrera.                            |                                                      |                                 | Modifica les dades a Wikidata |
|        | Castell de Voltrera                  | Abrera                                                                            | castell                    | Estil: art romànic                                        | 41° 31′ 31″ N, 1° 55′ 37″ E / 41.5254°N,1.92705°E 180 msnm                                                            | bé d'interès cultural bé cultural d'interès nacional | Castell de Voltrera (Abrera)    | Modifica les dades a Wikidata |
|        | Forat de l'Embut                     | Abrera                                                                            | cova                       |                                                           | 41° 31′ 27″ N, 1° 53′ 37″ E / 41.5242662197453°N,1.89372507893678°E                                                   |                                                      |                                 | Modifica les dades a Wikidata |
|        | Llobregat                            | Catalunya província de Barcelona Catalunya Central Àmbit Metropolità de Barcelona | riu                        | Desemboca: mar Mediterrània Llarg: 175km Conca: 4948.3km² | 42° 16′ 57″ N, 2° 00′ 46″ E / 42.282412°N,2.012826°E 41° 18′ 08″ N, 2° 07′ 55″ E / 41.302248°N,2.131948°E             |                                                      | Llobregat                       | Modifica les dades a Wikidata |
|        | Pou de gel del Torrent Gran          | Abrera                                                                            | pou de neu                 | Estil: arquitectura popular                               | 41° 30′ 53″ N, 1° 53′ 24″ E / 41.514654°N,1.889882°E ca:Camí dels sagraments - 08630 Abrera.                          | bé integrant del patrimoni cultural català           |                                 | Modifica les dades a Wikidata |
|        | Pou del carrer de la Font            | Abrera                                                                            | pou                        | 19th century                                              | 41° 30′ 50″ N, 1° 54′ 11″ E / 41.5138°N,1.90308°E ca:Carrer de la Font - 08630 Abrera.                                |                                                      |                                 | Modifica les dades a Wikidata |
|        | Rebato                               | Abrera                                                                            | barri                      |                                                           | 41° 31′ 20″ N, 1° 53′ 40″ E / 41.522282°N,1.894343°E ca:Carrer del Rebato - 08630 Abrera.                             |                                                      |                                 | Modifica les dades a Wikidata |
|        | Rectoria                             | Abrera                                                                            | edifici residencial        |                                                           | 41° 31′ 04″ N, 1° 54′ 06″ E / 41.517826080322266°N,1.9017194509506223°E ca:Passeig de l'Església, 9                   |                                                      |                                 | Modifica les dades a Wikidata |
|        | Turó del Castell                     | Abrera                                                                            | muntanya                   |                                                           | 41° 31′ 27″ N, 1° 55′ 34″ E / 41.52421389°N,1.92598333°E 189.4 msnm                                                   |                                                      |                                 | Modifica les dades a Wikidata |
|        | Zona natural de Can Morral           | Abrera                                                                            |                            | 21st century                                              | 41° 31′ 39″ N, 1° 54′ 33″ E / 41.52758°N,1.90913°E ca:Travessera de Can Morral - 08630 Abrera.                        |                                                      |                                 | Modifica les dades a Wikidata |
|        | barraca de la Casa Nova              | Abrera                                                                            | cabana                     |                                                           | 41° 31′ 08″ N, 1° 52′ 17″ E / 41.5189056221211°N,1.8713452669105°E                                                    |                                                      |                                 | Modifica les dades a Wikidata |
|        | casa consistorial d'Abrera           | Abrera                                                                            | casa consistorial          |                                                           | 41° 30′ 59″ N, 1° 54′ 06″ E / 41.5164008°N,1.9015934°E                                                                |                                                      |                                 | Modifica les dades a Wikidata |
|        | creu de terme d'Abrera               | Abrera                                                                            | creu de terme              | Estil: arquitectura gòtica 16th century                   | 41° 30′ 53″ N, 1° 54′ 09″ E / 41.514793°N,1.90243°E ca:Pl. de la Creu 97 msnm                                         | bé integrant del patrimoni cultural català           | Creu de terme d'Abrera          | Modifica les dades a Wikidata |
|        | el Cementiri Vell                    | Abrera                                                                            | cementiri                  |                                                           | 41° 31′ 11″ N, 1° 54′ 16″ E / 41.5197296758434°N,1.90439687301788°E                                                   |                                                      |                                 | Modifica les dades a Wikidata |
|        | el bosc de l’ermita de Sant Ermengol | Abrera                                                                            | bosc                       |                                                           | 41° 31′ 07″ N, 1° 52′ 05″ E / 41.51853°N,1.86796°E ca:Entre la riera de Masquefa i els conreus del camí de Sagraments |                                                      |                                 | Modifica les dades a Wikidata |
|        | el porró del Rebato                  | Abrera                                                                            | obra escultòrica           | 2014                                                      | 41° 31′ 15″ N, 1° 53′ 46″ E / 41.5209°N,1.89623°E ca:Plaça Rebato - 08630 Abrera                                      |                                                      |                                 | Modifica les dades a Wikidata |
|        | safareigs d'Abrera                   | Abrera                                                                            | safareig                   | Estil: arquitectura popular 19th century                  | 41° 30′ 50″ N, 1° 54′ 12″ E / 41.5138°N,1.90322°E ca:Carrer de la Font - 08630 Abrera.                                | bé integrant del patrimoni cultural català           | Safareigs del carrer de la Font | Modifica les dades a Wikidata |
|        | serra d'en Ribes                     | Abrera                                                                            | serra                      |                                                           | 41° 32′ 05″ N, 1° 55′ 39″ E / 41.5346°N,1.92757°E 243.1 msnm                                                          |                                                      |                                 | Modifica les dades a Wikidata |